# Idaea romani
Idaea romani là một loài bướm đêm trong họ Geometridae.